# Vitten-Haldum-Hadsten Kommune
Vitten-Haldum-Hadsten Kommune var en landkommune fra 1842 til 1966. Den var en del af Aarhus Amt.

## Administrativ historik
Kommunen blev oprettet ved lov i 1842 af Vitten Sogn og dennes annekser, Haldum og Hadsten sogne. Geografisk ændrede kommunen sig ikke i hele sin levetid. I 1966 indgik kommunen en aftale med kommunerne Galten-Vissing, Ødum-Hadbjerg, Voldum-Rud og Lyngå samt Lerbjerg Sogn fra Laurbjerg-Lerbjerg Kommune om en sammenlægning. I 1967 forlod Haldum og Vitten sogne forhandlingerne og blev til Hinnerup Kommune. Hovedbyen var indtil 1950 Haldum, herefter tog Hinnerup over.
Indtil 1957 hørte kommunen under retskredsen Frijsenborg-Favrskov Birk, som herefter tog navneskifte til Hammel Retskreds. Fra 1849 til 1970 var kommunen en del af Aarhus Amtskreds, 5. opstillingskreds.

## Geografi

### Byer i kommunen
- Vitten
- Neder Hadsten
- Over Hadsten
- Haldum
- Haar
- Sandby

## Klider og referencer
1. 1 2 3  Søg på kort
2. ↑  http://vittenskole.umnet.dk/vitten_by.html (Webside+ikke+længere+tilgængelig) Lokal hjemmeside om Vitten, som referere til kommunen.

56°18′N 10°06′Ø / 56.3°N 10.1°Ø